# 立法と法学に対するわれわれの時代の使命について
『立法と法学に対するわれわれの時代の使命について』（りっぽうとほうがくにたいするわれわれのじだいのしめいについて、Vom Beruf unserer Zeit für Gesetzgebung und Rechtswissenschaft）とは1814年にドイツの法学者フリードリヒ・カール・フォン・サヴィニーによって書かれた著作である。

## 概要
サヴィニーは『占有権論』の業績から高い評価を受けていた法学者であった。ベルリン大学で教鞭をとっていた時期にナポレオン・ボナパルトが敗北したことから、ドイツの法学者のあいだでナポレオン支配後のドイツの法体系をどのように整備するかについて論争が起こる。1814年に法学者アントン・ティボーが発表した論文ではドイツに民法を立法することを主張したが、サヴィニーはこれに反対する立場から本書『立法と法学に対するわれわれの時代の使命について』を執筆した。この著作は小冊子ほどの分量であり、12章から成り立つものであるが、当時の論争における影響と歴史学派の立場に立脚した歴史的な研究として意義を認めることができる。
一般に18世紀まで自然法の立場から法は一般性が重要視されていたが、サヴィニーは法がそれぞれの民族に固有のものであるとする歴史法学派の立場をとっていた。サヴィニーはそもそも法が発展してきた歴史を鑑みれば、それは諸民族が共有する確信を根源とし、民衆の生活の中で歴史的に成立してきたものであることを指摘する。法律家が出現してからは法は複雑化して実際の生活とは異なる学問として成立し、それが自然法や学問的な法をもたらした。しかし法とは慣習法の形態として形成されるものであり、その事実から乖離することは好ましくない。サヴィニーはこのような歴史学派の観点から法典の立法の問題について、論敵に対して批判を展開する。優れた法典を作成するためにはいくつかの条件があり、ドイツの事情を踏まえれば、法典を作成する技術も素材も成熟していないとサヴィニーは認識していた。そして性急な立法によって法典を作成するのではなく、ローマ法の研究を進め、民族の精神が法へと結びつくことを待たなければならないと主張する。

## 書誌情報
- 『法典論争』大串兎代夫訳、世界文学社、1949年
- 伊藤乾編『原典による法学の歩み』講談社、昭和49年：第1章第3節で本書の内容の一部訳出